# Yukinari Sugawara
Yukinari Sugawara (Toyokawa, Aichi, 28 de junho de 2000) é um futebolista profissional japonês que atua como lateral-direito. Atualmente joga pelo Southampton.

## Carreira
Yukinari Sugawara começou a carreira no Nagoya Grampus. 